# Bernard Uzan
Pour les articles homonymes, voir Uzan (homonymie).
Bernard Uzan est un réalisateur, producteur et scénariste français. Il est le mari d'Alexandra Vandernoot.

## Filmographie

### Cinéma
- 1999 : L'Ange tombé du ciel
- 2009 : Une cible dans le dos

### Télévision
- 1992 : highlander
- 1994 : Extrême limite
- 1995 : Lulu roi de France
- 1997 : Une patronne de charme
- 1998 : Une femme d'honneur
- 2001 : Chère Marianne
- 2003 : Julie Lescaut
- 2004 : Julie Lescaut
- 2005 : Julie Lescaut
- 2007 : Carla Rubens

## Théâtre
- Le Président, sa femme et Moi
- Le Président Normal, ses Femmes et Moi !